# LinkedAfrica
 (avril 2023).
LinkedAfrica est un réseau social à caractère professionnel.

## Description
Le réseau LinkedAfrica est un outil de développement et de mise en relation professionnelle. LinkedAfrica rassemble dans un même espace tous les professionnels, africains et non-africains, d’Afrique et hors Afrique, désireux de développer des relations d’affaires et d’investissements avec le continent africain.
Le cœur du projet intègre le besoin de transformation et de structuration de l'identité professionnelle, pour une grande majorité des professionnels africains.
La fragilité de l’identité professionnelle est le résultat d’une crise de l’emploi qui dure depuis plusieurs décennies et les services/outils de LinkedAfrica répondent en partie à l’exigence des modèles d’employabilité qui s’imposent aux Africains.
LinkedAfrica se différencie principalement des réseaux professionnels occidentaux LinkedIn,Viadeo ou XING en étant entièrement gratuit, entièrement ouvert, et en offrant des services permettant d'améliorer les compétences professionnelles de ses membres.

## Histoire
LinkedAfrica a été ouvert en mode béta en janvier 2011 par Dr Nicolas Bussard et Emmanuel Henao avec uniquement des fonds propres. LinkedAfrica.com a été ouvert au public en janvier 2012 et 400,000 membres l'ont rejoint cette année-là. Le développement du site web a été réalisé par Nicolas Bussard.
Au 1er décembre 2012, le réseau rassemblerait 450 000 membres. À partir du 2013, le réseau socioprofessionnel est désormais nommé SkilledAfricans. Ce réseau socioprofessionnelle, qui vient d’être rebaptisé en 2013, a franchi la gap symbolique de son premier million de membres.

## .Notes et références
1. ↑  « Interview de Nicolas Bussard, PDG de LinkedAfrica (Réseau professionnel destiné aux africains) », sur starafrica.com, 26 mars 2012.
2. ↑  « Le réseau professionnel africain LinkedAfrica présenté par son PDG dans l'émission TV Kenkeliba de la RTS (Sénégal) », sur youtube.com, 22 janvier 2012.
3. ↑  O. Diouf, « Opportunités d'emplois et d'affaires : « LinkedAfrica.com » élargit le réseau africain en ligne », sur lesoleil.sn, 14 janvier 2012.
4. ↑  Aurélie Fontaine, « Emploi - Réseaux sociaux : Viadeo vs LinkedAfrica », sur JeuneAfrique.com, 4 mai 2012.
5. ↑  « Dakar : Ségolène Royal rencontre les promoteurs du réseau "Linkedafrica" », sur osiris.sn, 6 janvier 2012.
6. ↑  
    GRISSA Karim, thèse, La Mise en Place du Brand Content par le biais des Leaders d'opinion sur les sites du Réseautage professionnels (i.e linkedIn, Viadeo et Xing)  http://www.theses.fr/s93241
7. ↑  « Karim Grissa », sur ResearchGate (consulté le 20 mai 2016)